# Корі Мерфі
Корі Мерфі (англ. Cory Murphy; нар. 13 лютого 1978, м. Каната, Канада) — канадський хокеїст, захисник. Виступає за «Динамо» (Мінськ) у Континентальній хокейній лізі. 
Виступав за Університет Колгейта (NCAA), «Еспоо Блюз», «Ільвес» (Тампере), «Фрібур-Готтерон», ГІФК (Гельсінкі), «Флорида Пантерс», «Рочестер Американс» (АХЛ), «Тампа-Бей Лайтнінг», «Нью-Джерсі Девілс», «Лоуелл Девілс» (АХЛ), «Цюрих Лайонс».
В чемпіонатах НХЛ — 91 матч (9+27). В чемпіонатах Фінляндії провів 248 матчів (63+105), у плей-оф — 29 матчів (3+7). В чемпіонатах Швейцарії — 117 матчі (26+54), у плей-оф — 13 матчів (2+8).
У складі національної збірної Канади учасник чемпіонату світу 2007 (22 матчі, 6+7). 

## Досягнення
- Чемпіон світу (2007).